# Földra
Földra (románul: Feldru) falu Romániában, Erdélyben, Beszterce-Naszód megyében.

## Fekvése
Naszódtól 15 km-re keletre, a Nagy-Szamos völgyében, az annak jobb partján futó 17D főút menti település.

## Népessége
1910-ben 2977 lakosából 2756 fő román, 104 magyar, 95 német volt. A népességből 2708 fő görögkatolikus, 122 izraelita, 71 római katolikus vallású volt.
A 2002-es népszámláláskor 5488 lakosa közül 5485 fő (99,95%) román, 2 (0,03%) magyar, 1 (0,02%) német volt.

## Története
Földra avagy Nyírmező nevét 1440-ben említette először oklevél Nyirmezeo alakban. 1546-ban Feldrev, 1552-ben Nyermezö, 1601-ben Birkenaua, 1733-ban Feldru, 1750-ben Földru, 1760–1762 között Földra, 1808-ban Földra, Felden, 1861-ben Földra, 1913-ban Földra néven írták.
A trianoni békeszerződés előtt Beszterce-Naszód vármegye Óradnai járásához tartozott.